# Lodi (cultivar de pommier)
Pour les articles homonymes, voir Lodi (homonymie).

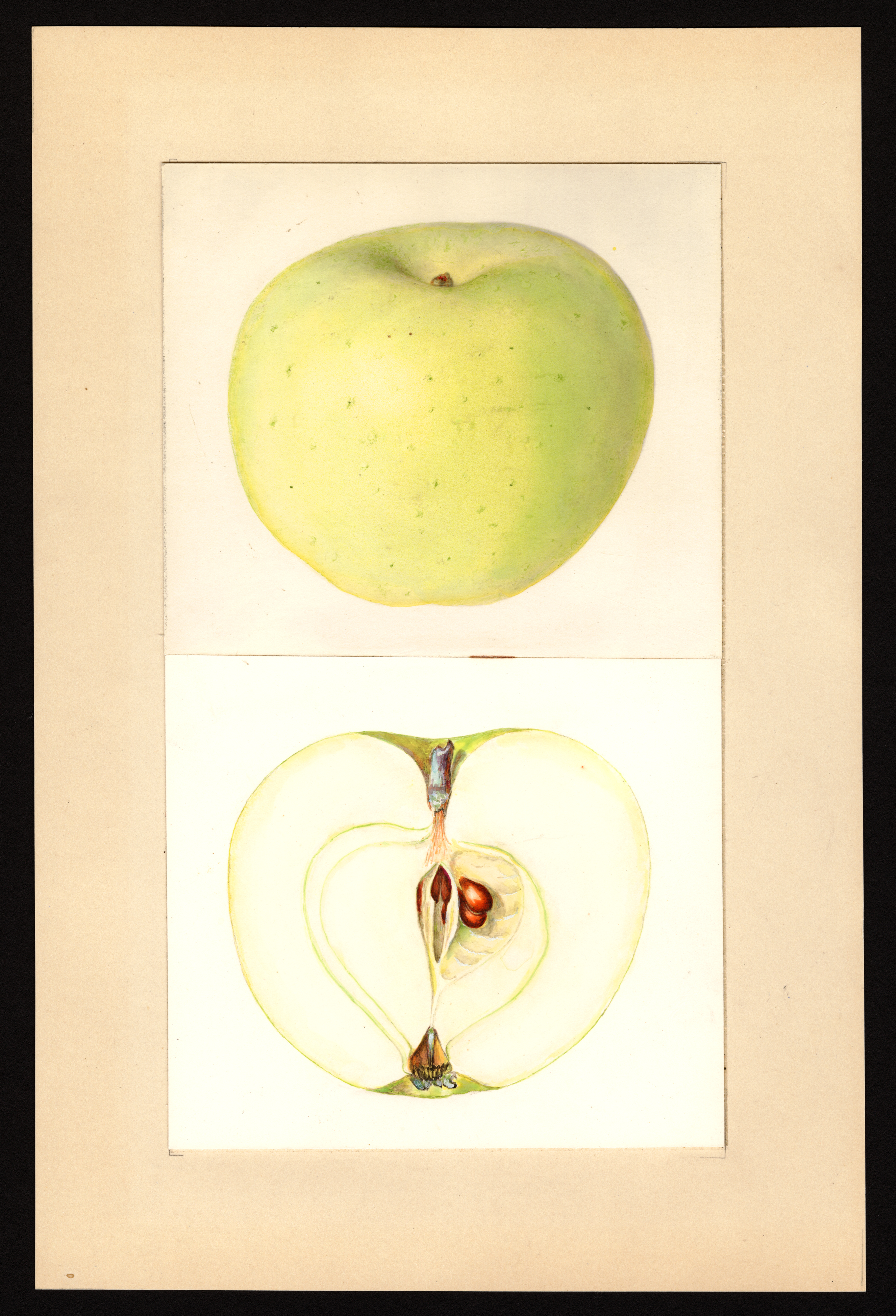

Lodi est le nom d'un cultivar de pommier domestique.

## Origine
Geneva, New York

## Description
- Usages : purée et jus.
- Peau : couleur verte à jaune.
- Calibre : moyen.

## Parenté
Cultivar obtenu par croisement naturel: Montgomery x Transparente Blanche

## Pollinisation
Variété triploïde, une difficulté pour les petits jardins.
- Groupe de floraison : B
- Sources de pollen : Early Harvest, Jonathan.

## Résistances et susceptibilités
- Tavelure : très susceptible[1]
- Mildiou : très susceptible
- Rouille : très susceptible
- Feu bactérien : très susceptible
- Variété résistante de substitution : Pristine

## Culture
- Zones de rusticité : 3 à 8
- Tendance à l'alternance
- Les fortes susceptibilités aux principales maladies suggèrent d'éviter ce cultivar dans les jardins familiaux.